# Kamen Rider Fourze, le film : À nous, l'espace !
 (février 2022).
Si vous disposez d'ouvrages ou d'articles de référence ou si vous connaissez des sites web de qualité traitant du thème abordé ici, merci de compléter l'article en donnant les références utiles à sa vérifiabilité et en les liant à la section « Notes et références ».
Pour plus de détails, voir Fiche technique et Distribution.
Kamen Rider Fourze, le film : À nous, l'espace ! (仮面ライダーフォーゼ THE MOVIE みんなで宇宙キターッ!, Kamen Raidā Fōze Za Mūbī Minna de Uchū Kitā!) est l'adaptation au cinéma de la série Kamen Rider Fourze diffusée entre 2011 et 2012 de la franchise Kamen Rider. 
Le film est sorti en salle le 4 août 2012, en doublon avec le film issu de la série Sentai de l'année 2012, Tokumei Sentai Go-Busters. Les phrases d'accroche pour le film sont "Finalement, la grande bataille pour le cosmos." (ついに、宇宙大決戦。, Tsui ni, Uchū Daikessen) et "Quittez l'atmosphère avec le pouvoir de l'amitié. La jeunesse et l'espace prêts au décollage !" (友情パワーで大気圏突破 青春、宇宙でフルスパーク!, Yūjō Pawā de Taikiken Toppa Seishun, Uchū de Furu Supāku!).
Le film met aussi en scène la première apparition du personnage titre de la série Kamen Rider Wizard.

## Distribution
- Gentaro Kisaragi (如月 弦太朗, Kisaragi Gentarō?): Sōta Fukushi (福士 蒼汰, Fukushi Sōta?)
- Kengo Utahoshi (歌星 賢吾, Utahoshi Kengo?): Ryuki Takahashi (高橋 龍輝, Takahashi Ryūki?)
- Yuki Jojima (城島 ユウキ, Jōjima Yūki?): Fumika Shimizu (清水 富美加, Shimizu Fumika?)
- Miu Kazashiro (風城 美羽, Kazashiro Miu?): Rikako Sakata (坂田 梨香子, Sakata Rikako?)
- Shun Daimonji (大文字 隼, Daimonji Shun?): Justin Tomimori (冨森 ジャスティン, Tomimori Jasutin?)
- Tomoko Nozama (野座間 友子, Nozama Tomoko?): Shiho (志保?)
- JK (ＪＫ（ジェイク）, Jeiku?): Shion Tsuchiya (土屋 シオン, Tsuchiya Shion?)
- Ryusei Sakuta (朔田 流星, Sakuta Ryūsei?): Ryō Yoshizawa (吉沢 亮, Yoshizawa Ryō?)
- Inga Blink (インガ・ブリンク, Inga Burinku?): Mikie Hara (原 幹恵, Hara Miki?)
- Harumi Saeba (冴葉 晴海, Saeba Harumi?): Kohki Okada (岡田 浩暉, Okada Kōki?)
- Shizuka Shirayama (白山 静, Shirayama Shizuka?): Ayumi Kinoshita (木下 あゆ美, Kinoshita Ayumi?)
- Professeur Blink (ブリンク博士, Burinku Hakase?): Ken Nishida (西田 健, Nishida Ken?)
- Kouhei Hayami (速水 公平, Hayami Kōhei?): Kousei Amano (天野 浩成, Amano Kōsei?)
- Kou Tatsugami (立神 吼, Tatsugami Kō?): Kazutoshi Yokoyama (横山 一敏, Yokoyama Kazutoshi?)
- Chuta Ohsugi (大杉 忠太, Ōsugi Chūta?): Takushi Tanaka (田中 卓志, Tanaka Takushi?)
- Taneo Komatsu (小松 種夫, Komatsu Taneo?): Yoshiaki Yamane (山根 良顕, Yamane Yoshiaki?)
- Mituaki Gamou (我望 光明, Gamō Mitsuaki?): Shingo Tsurumi (鶴見 辰吾, Tsurumi Shingo?)
- Membre de la Fondation X (財団X女性幹部, Zaidan Ekkusu Josei Kanbu?): Ryo Narushima (成嶋 涼, Narushima Ryō?)
- Présentatrice Télé (アナウンサー, Anaunsā?): Nanako Uemiya (上宮 菜々子, Uemiya Nanako?) of TV Asahi Announcer
- XVII (エックスブイツー, Ekkusu Bui Tsū?, Voix): Tsutomu Isobe (磯部 勉, Isobe Tsutomu?)

Cameos
- Toshiya Miura (三浦 俊也, Miura Toshiya?): Masanori Mizuno (水野 真典, Mizuno Masanori?)
- Tamae Sakuma (佐久間 珠恵, Sakuma Tamae?): Maria Yoshikawa (吉川 まりあ, Yoshikawa Maria?)
- Jun Shigeno (繁野 ジュン, Shigeno Jun?): Arisa Fujisaki (藤嵜 亜莉沙, Fujisaki Arisa?)
- Chosuke Ban (番 長介, Ban Chōsuke?): Takahiro Kuroishi (黒石 高大, Kuroishi Takahiro?)
- Reiko Hirota (広田 玲子, Hirota Reiko?): Yurika Tachibana (橘 ゆりか, Tachibana Yurika?)
- Fumihiro Nitta (新田 文博, Nitta Fumihiro?): Kiyotaka Uji (宇治 清高, Uji Kiyotaka?)
- Teruhiko Satake (佐竹 輝彦, Satake Teruhiko?): Ryūji Satō (佐藤 流司, Satō Ryūji?)
- Takashi Satake (佐竹 剛, Satake Takashi?): Satoshi Jinbo (神保 悟志, Jinbo Satoshi?)
- Ritsuko Usaka (鵜坂 律子, Usaka Ritsuko?): Hikari Kajiwara (梶原 ひかり, Kajiwara Hikari?)
- Yuri Kuramochi (倉持 ゆり, Kuramochi Yuri?): Miho Imamura (今村 美歩, Imamura Miho?)
- Masami Okamura (岡村 雅美, Okamura Masami?): Maika Suzuki (鈴木 米香, Suzuki Maika?)
- Mr. Morota (諸田先生, Morota Sensei?): Satoshi Morota (諸田 敏, Morota Satoshi?)
- Hiroki Makise (牧瀬 弘樹, Makise Hiroki?): Takafumi Shinohara (篠原 孝文, Shinohara Takafumi?)
- Mari Yamamoto (山本 麻里, Yamamoto Mari?): Natsumi Ishibashi (石橋 菜津美, Ishibashi Natsumi?)
- Soshi Motoyama (元山 惣帥, Motoyama Sōshi?): Ryutarou Akimoto (秋元 龍太朗, Akimoto Ryūtarō?)
- Junta Abe (阿部 純太, Abe Junta?): Tokimasa Tanabe (田辺 季正, Tanabe Tokimasa?)
- Kimio Nonomura (野々村 公夫, Nonomura Kimio?): Shohei Yamazaki (山崎 将平, Yamazaki Shōhei?)
- Jin Nomoto (野本 仁, Nomoto Jin?): Ryu Ando (安藤 龍, Andō Ryū?)
- Haruka Utsugi (宇津木 遥, Utsugi Haruka?): Nao Nagasawa (長澤 奈央, Nagasawa Nao?)
- Norio Eguchi (江口 規夫, Eguchi Norio?): Shugo Nagashima (永嶋 柊吾, Nagashima Shūgo?)
- Misa Toriizaki (鳥居崎 ミサ, Toriizaki Misa?): Kaya Asano (浅野 かや, Asano Kaya?)
- Taro Bobuta (母部田 太朗, Bobuta Tarō?): Yushi Oyakawa (親川 優志, Oyakawa Yūshi?)
- Yayoi Tokuda (徳田 弥生, Tokuda Yayoi?): Kasumi Suzuki (鈴木 かすみ, Suzuki Kasumi?)
- Ran Kuroki (黒木 蘭, Kuroki Ran?): Rin Honoka (ほのか りん, Honoka Rin?)
- Haru Kusao (草尾 ハル, Kusao Haru?): Jigen Araki (荒木 次元, Araki Jigen?)
- Yukina Takamura (高村 優希奈, Takamura Yukina?): Mika Akizuki (秋月 三佳, Akizuki Mika?)
- Tojiro Goto (五藤 東次郎, Gotō Tōjirō?): Ryousuke Kawamura (川村 亮介, Kawamura Ryōsuke?)
- Suzumi Koda (甲田 鈴美, Kōda Suzumi?): Airi Kido (城戸 愛莉, Kido Airi?)
- Mina Otogawa (乙川 美奈, Otogawa Mina?): Honoka Murakami (村上 穂乃佳, Murakami Honoka?)
- Erin Suda (エリーヌ須田, Erīnu Suda?): Karen Takizawa (滝沢 カレン, Takizawa Karen?)
- Lem Kannagi (レム・カンナギ, Remu Kannagi?): Toru Masuoka (益岡 徹, Masuoka Tōru?, Images d'archive)
- Kamen Rider Wizard (仮面ライダーウィザード, Kamen Raidā Wizādo?, Voix): Shunya Shiraishi (白石 隼也, Shiraishi Shun'ya?)[2][réf. incomplète]

### Cascadeurs
- Kamen Rider Fourze, Kamen Rider Wizard : Seiji Takaiwa (高岩 成二, Takaiwa Seiji?)
- Kamen Rider Meteor : Eitoku (永徳?)
- Black Knight, Libra Zodiarts : Jun Watanabe (ja) (渡辺 淳, Watanabe Jun?)
- Leo Zodiarts : Ryo Yokota (横田 遼, Yokota Ryō?)
- Groundain : Hirokazu Iwakami (岩上 弘数, Iwakami Hirokazu?)
- Skydain : Sanae Hitomi (人見 早苗, Hitomi Sanae?)